# Deep Forest (албум)
Deep Forest е дебютният албум на френското ню ейдж дуо Дийп Форест, съставено от Ерик Муке и Мишел Санчез. Албумът смесва ню ейдж електроника с оригинални записи на ЮНЕСКО правени в Заир, Бурунди и Соломоновите острови. Част от реализираните приходи от албума са предоставени на калифорнийската организация Пигмейски фонд, чиято основна цел е да помага на жителите на Централна Африка да се справят с природните заплахи и активната човешка дейност, които застрашват домовете им.
В албума е включена успешната песен „Sweet Lullaby“, която им носи популярност и се превръща в най-големия им хит, достигайки във Великобритания топ 10. Песента представлява свободна адаптация на традиционна песен от Соломоновите острови. Албумът „Deep Forest“ е танцувално ориентиран, а всички семпли в него са дигитализирани и подобрени. През 1994 г. албумът е преиздаден като издание с ограничен тираж, този път под името „World Mix“, като съдържа няколко допълнителни ремикса на „Sweet Lullaby“.
През 1994 г. получава номинация за награда Грами в категорията Най-добър уърлд албум.
От „Deep Forest“ са продадени повече от 3 милиона копия. В САЩ, Франция и Нова Зеландия албумът добива платинен статус; в Австралия и Гърция става двойно платинен, а във Великобритания и Норвегия – златен.

## Сингли
От албума са издадени следните сингли:
- Sweet Lullaby (1992)
- Deep Forest (1992)
- Forest Hymn (1993)
- Savana Dance (1994)

## Песни
1. „Deep Forest“
2. „Sweet Lullaby“
3. „Hunting“
4. „Night Bird“
5. „The First Twilight“
6. „Savana Dance“
7. „Desert Walk“
8. „White Whisper“
9. „The Second Twilight“
10. „Sweet Lullaby (Ambient Mix)“
11. „Forest Hymn“